# Classe Harushio
La classe Harushio è una classe di sottomarini diesel-elettrici entrati in servizio con la Forza marittima di autodifesa del Giappone a partire dal 1990. Ha fatto seguito ai precedenti battelli della classe Yushio. Questa classe di sottomarini era prevista originariamente in 14 esemplari, ma la costruzione, avvenuta al ritmo lento ma regolare di 1 esemplare l'anno, ha fatto sì che vi fosse il tempo di sviluppare un nuovo tipo di battello, che verso la fine degli anni '80 ha preso il posto negli scali. A metà del 1995 erano già stati realizzati 6 dei 7 sottomarini ordinati, mentre gli sviluppi continuavano verso nuove tecnologie.

## Struttura
La loro struttura è sostanzialmente simile a quella dei battelli precedenti, e può essere sintetizzata in questi termini: doppio scafo, struttura ‘a goccia allungata’, timoni di profondità sulla vela e di direzione, cruciformi, a poppa. Apparato motore costituito da 2 diesel e 1 motore elettrico calettati su di un unico asse portaelica. Per quanto riguarda l'armamento, siluri e missili antinave sono presenti in una ventina di esemplari a centronave, assieme ai tubi di lancio. La dotazione elettronica ed elettro-acustica è simile ai battelli precedenti, con prestazioni di elevato livello (il sonar principale occupa praticamente tutta la prua), ma si è curata la silenziosità in maniera ancora più efficiente, inclusa l'adozione di strisce di materiale fonoassorbente sulla superficie del battello. L'automazione, assai spinta, ha permesso nell'ultima unità la riduzione dell'equipaggio, molto numeroso per un battello diesel-elettrico, da 75 a 71 uomini (si tratta dell'SS-589).

## Sviluppo
Lo sviluppo ha comportato la costruzione di un nuovo tipo di sottomarino ancora più sofisticato e potente, l'Harushio modificato (Harushio Kai), realizzato con l'unità Asashio (SS-589), e dotato di un maggiore dislocamento di circa 2.850 tonnellate in immersione e una lunghezza di 78 metri. Dopo i lavori di trasformazione nel 2002, il dislocamento raggiunse le 3.200 tonnellate, e la lunghezza 87 metri. Gli Harushio precedenti avevano un dislocamento di 2.450 tonnellate in superficie e 2.750 tonnellate in immersione, con una lunghezza di 77 metri. Il varo dell'Asashio è avvenuto nel 1995 e l'entrata in servizio nel 1997.
Gli ordinativi di nuovi sottomarini hanno continuato a essere posti anche negli anni successivi, per mantenere la flotta subacquea giapponese alla sua forza che all'epoca era di circa 18 battelli, con una età media di appena una decina d'anni. Si trattava senza dubbio della flotta diesel-elettrica più moderna del mondo e in continua evoluzione. Nel 2013 tutti i battelli della classe Harushio sono stati ritirati e rimpiazzati, con solo due, Fuyushio e Asashio, che sono stati convertiti in unità di addestramento. Il secondo, nell'aprile del 2002, era stato convertito in unità di prova per un sistema AIP (Air-independent propulsion) basato su motore Stirling con l'aiuto dell'azienda svedese Kochums, analogamente alla classe Västergötland di sottomarini svedesi. L'Asashio, l'ultima unità della classe Harushio, fu radiato definitivamente nel 2017.

## Unità
| Pennant number | Nome      | Cantiere  | Impostazione     | Varo             | Entrata in servizio | Radiazione       | Note |
| -------------- | --------- | --------- | ---------------- | ---------------- | ------------------- | ---------------- | --- |
| SS-583         | Harushio  | MHI, Kōbe | 21 aprile 1987   | 26 luglio 1989   | 30 novembre 1990    | 27 marzo 2009    | |
| SS-584         | Natsushio | KHI, Kobe | 8 aprile 1988    | 20 marzo 1990    | 20 marzo 1991       | 26 marzo 2010    | |
| SS-585         | Hayashio  | MHI, Kobe | 9 dicembre 1988  | 17 gennaio 1991  | 25 marzo 1992       | 15 marzo 2011    | Convertito in sommergibile da addestramento (TSS-3606) il 7 marzo 2008                                                         |
| SS-586         | Arashio   | KHI, Kobe | 8 gennaio 1990   | 17 marzo 1992    | 17 marzo 1993       | 19 marzo 2012    | |
| SS-587         | Wakashio  | MHI, Kobe | 12 dicembre 1990 | 22 gennaio 1993  | 1 marzo 1994        | 5 marzo 2013     | |
| SS-588         | Fuyushio  | KHI, Kobe | 12 dicembre 1991 | 16 febbraio 1994 | 7 marzo 1995        | 6 marzo 2015     | Convertito in sommergibile da addestramento (TSS-3607) il 15 marzo 2011                                                        |
| SS-589         | Asashio   | MHI, Kobe | 24 dicembre 1992 | 12 luglio 1995   | 12 marzo 1997       | 27 febbraio 2017 | Convertito in sommergibile da addestramento (TSS-3601) il 9 marzo 2000, poi in unità di prova per sistema AIP nell'aprile 2002 |